# نورمان بي غوس
نورمان بي غوس (بالإنجليزية: Norman P. Goss)‏ هو مهندس أمريكي، ولد في 4 فبراير 1906، وتوفي في 28 أكتوبر 1977.